# Campeonato Mundial de Luge em Pista Natural
O Campeonato Mundial de Luge em Pista Natural é um evento realizado pela Federação Internacional de Luge; ocorre anualmente, com exceção dos anos em que se realizam as Olimpíadas de Inverno. Não confundir com Campeonato Mundial de Luge, evento realizado pela mesma federação em pistas artificiais desde 1955.

## Cidades-sede
| Ano  | Cidade               |
| ---- | -------------------- |
| 1979 | Inzing               |
| 1980 | Moos in Passeier     |
| 1982 | Feld am See          |
| 1984 | Kreuth               |
| 1986 | Fénis-Aosta          |
| 1988 | Montreux (cancelado) |
| 1990 | Gsies                |
| 1992 | Bad Goisern          |
| 1994 | Gsies                |
| 1996 | Oberperfuss          |
| 1998 | Rautavaara           |
| 2000 | Olang                |
| 2001 | Stein an der Enns    |
| 2003 | Železniki            |
| 2005 | Latsch               |
| 2007 | Grande Prairie       |
| 2009 | Moos in Passeier     |
| 2011 | Umhausen             |
| 2013 | Deutschnofen         |
| 2015 | Sankt Sebastian      |
| 2017 | Vatra Dornei         |

## Vencedores

### Individual feminino[1]
| Evento                 | Ouro | Prata                      | Bronze                  |
| ---------------------- | --- | -------------------------- | ----------------------- |
| Inzing 1979            | ITA Delia Vaudan | ITA Ingrid Zameter         | ITA Roswitha Fischer    |
| Passeier 1980          | ITA Delia Vaudan | ITA Christa Fontana        | ITA Roswitha Fischer    |
| Feld am See 1982       | ITA Herta Hafner | AUT Hilde Fuchs            | ITA Paula Peintner      |
| Kreuth 1984            | ITA Delia Vaudan | ITA Paula Peintner         | ITA Irmgard Lanthaler   |
| Fénis-Aosta 1986       | ITA Irmgard Lanthaler | ITA Delia Vaudan           | ITA Helga Pichler       |
| Gsies 1990             | AUT Jeanette Koppensteiner | AUT Irene Koch             | URS Lyubov Panyutina    |
| Bad Goisern 1992       | [[Ficheiro:Predefinição:Country flag IOC alias CIS\|22x20px\|border\|Predefinição:Country IOC alias CIS]]CIS Lyubov Panyutina | AUT Elvira Holzknecht      | AUT Irene Koch          |
| Gsies 1994             | ITA Beatrix Mahlknecht | AUT Irene Zechner          | ITA Doris Haselrieder   |
| Oberperfuss 1996       | AUT Irene Zechner | AUT Elvira Holzknecht      | AUT Sandra Mariner      |
| Rauravaara 1998        | RUS Lyubov Panyutina | ITA Christa Gietl          | ITA Sonja Steinacher    |
| Olang-Valdaora 2000    | RUS Yekaterina Lavrentyeva | ITA Sonja Steinacher       | AUT Elvira Holzknecht   |
| Stein an der Enns 2001 | ITA Sonja Steinacher | ITA Renate Gietl           | AUT Sandra Mariner      |
| Železniki 2003         | ITA Sonja Steinacher | RUS Yekaterina Lavrentyeva | ITA Irene Mitterstieler |
| Latsch 2005            | RUS Yekaterina Lavrentyeva | ITA Barbara Abart          | ITA Renate Gietl        |
| Grande Prairie 2007    | RUS Yekaterina Lavrentyeva | RUS Yuliya Vetlova         | AUT Melanie Batkowski   |
| Moos 2009              | ITA Renate Gietl | RUS Yekaterina Lavrentyeva | ITA Renate Kasslatter   |
| Umhausen 2011          | ITA Renate Gietl | RUS Yekaterina Lavrentyeva | ITA Melanie Schwarz     |
| Deutschnofen 2013      | RUS Yekaterina Lavrentyeva | ITA Melanie Schwarz        | ITA Evelin Lanthaler    |
| St. Sebastian 2015     | ITA Evelin Lanthaler | RUS Yekaterina Lavrentyeva | ITA Greta Pinggera      |
| 2017 Vatra Dornei      | ITA Greta Pinggera | ITA Evelin Lanthaler       | AUT Tina Unterberger    |

### Individual masculino[2]
| Evento                 | Ouro                    | Prata                   | Bronze                    |
| ---------------------- | ----------------------- | ----------------------- | ------------------------- |
| Inzing 1979            | AUT Werner Prantl       | ITA Damiano Lugon       | ITA Erich Graber          |
| Passeier 1980          | ITA Erich Graber        | ITA Damiano Lugon       | ITA Otto Bachman          |
| Feld am See 1982       | AUT Gerhard Pircher     | ITA Otto Bachman        | AUT Werner Prantl         |
| Kreuth 1984            | AUT Alfred Kogler       | ITA Giuseppe Cerise     | AUT Willi Danklmaier      |
| Fénis-Aosta 1986       | AUT Gerhard Pilz        | ITA Damiano Lugon       | ITA Harald Steinhauser    |
| Gsies 1990             | AUT Gerhard Pilz        | ITA Corrado Herin       | ITA Harald Steinhauser    |
| Bad Goisern 1992       | AUT Gerhard Pilz        | AUT Willi Danklmaier    | ITA Franz Obrist          |
| Gsies 1994             | AUT Gerhard Pilz        | ITA Franz Obrist        | ITA Erhard Mahlknecht     |
| Oberperfuss 1996       | AUT Gerhard Pilz        | ITA Anton Blasbichler   | ITA Franz Obrist          |
| Rauravaara 1998        | ITA Reinhard Gruber     | ITA Martin Gruber       | ITA Anton Blasbichler     |
| Olang-Valdaora 2000    | AUT Gerald Kallan       | AUT Gerhard Pilz        | ITA Anton Blasbichler     |
| Stein an der Enns 2001 | ITA Anton Blasbichler   | AUT Ferdinand Hirzegger | AUT Gerhard Pilz          |
| Železniki 2003         | AUT Robert Batkowski    | AUT Gerhard Pilz        | AUT Gerald Kallan         |
| Latsch 2005            | ITA Anton Blasbichler   | ITA Andreas Castiglioni | ITA Patrick Pigneter      |
| Grande Prairie 2007    | AUT Gernot Schwab       | AUT Gerhard Pilz        | ITA Patrick Pigneter      |
| Moos 2009              | ITA Patrick Pigneter    | AUT Thomas Kammerlander | AUT Thomas Schopf         |
| Umhausen 2011          | AUT Gerald Kammerlander | AUT Robert Batkowski    | ITA Patrick Pigneter      |
| Deutschnofen 2013      | ITA Patrick Pigneter    | AUT Thomas Schopf       | ITA Alex Gruber           |
| St. Sebastian 2015     | ITA Patrick Pigneter    | ITA Alex Gruber         | ITA Florian Breitenberger |
| 2017 Vatra Dornei      | ITA Alex Gruber         | RUS Jurij Talikh        | AUT Thomas Kammerlander   |

### Duplas[3]
| Evento                 | Ouro                                          | Prata                                       | Bronze                                           |
| ---------------------- | --------------------------------------------- | ------------------------------------------- | ------------------------------------------------ |
| Inzing 1979            | Damiano Lugon · Andrea Millet · Itália        | Werner Mücke · Helmut Huter · Áustria       | Werner Prantl · Florian Prantl · Áustria         |
| Passeier 1980          | Oswald Pornbacher · Raimund Pigneter · Itália | Martin Jud · Harald Steinhauser · Itália    | Werner Mücke · Helmut Huter · Áustria            |
| Feld am See 1982       | Andreas Jud · Ernst Oberhammer · Itália       | Alfred Kogler · Franz Huber · Áustria       | Werner Prantl · Florian Prantl · Áustria         |
| Kreuth 1984            | Andreas Jud · Ernst Oberhammer · Itália       | Martin Jud · Harald Steinhauser · Itália    | Alfred Kogler · Franz Huber · Áustria            |
| Fénis-Aosta 1986       | Almir Bentemps · Corrado Herin · Itália       | Andreas Jud · Ernst Oberhammer · Itália     | Arnold Lunger · Gunther Steinhauser · Itália     |
| Gsies 1990             | Andreas Jud · Hannes Pichler · Itália         | Almir Bentemps · Corrado Herin · Itália     | Walter Mauracher · Georg Eberhardter · Áustria   |
| Bad Goisern 1992       | Almir Bentemps · Corrado Herin · Itália       | Roland Wolf · Stefan Kögler · Áustria       | Michael Bischofer · Herbert Kögl · Áustria       |
| Gsies 1994             | Manfred Graber · Gunther Steinhauser · Itália | Jurgen Pezzi · Christian Hafner · Itália    | Roland Niedermair · Hubert Burger · Itália       |
| Oberperfuss 1996       | Reinhard Beer · Herbert Kögl · Áustria        | Andi Ruetz · Helmut Ruetz · Áustria         | Martin Psenner · Arthur Konig · Itália           |
| Rauravaara 1998        | Andi Ruetz · Helmut Ruetz · Áustria           | Manfred Graber · Hubert Burger · Itália     | Reinhard Beer · Herbert Kögl · Áustria           |
| Olang-Valdaora 2000    | Armin Mair · David Mair · Itália              | Reinhard Beer · Herbert Kögl · Áustria      | Andrzej Laszczak · Damian Waniczek · Polónia     |
| Stein an der Enns 2001 | Wolfgang Schopf · Andreas Schopf · Áustria    | Armin Mair · David Mair · Itália            | Peter Lechner · Peter Braunegger · Áustria       |
| Železniki 2003         | Wolfgang Schopf · Andreas Schopf · Áustria    | Pavel Porzhnev · Ivan Lazarev · Rússia      | Harald Kleinhofer · Gerhard Mühlbacher · Áustria |
| Latsch 2005            | Pavel Porzhnev · Ivan Lazarev · Rússia        | Armin Mair · Johannes Hofer · Itália        | Andrzej Laszczak · Damian Waniczek · Polónia     |
| Grande Prairie 2007    | Pavel Porzhnev · Ivan Lazarev · Rússia        | Aleksandr Yegorov · Pyotr Popov · Rússia    | Christian Schatz · Gerhard Mühlbacher · Áustria  |
| Moos 2009              | Patrick Pigneter · Florian Clara · Itália     | Christian Schopf · Andreas Schopf · Áustria | Andrzej Laszczak · Damian Waniczek · Polónia     |
| Umhausen 2011          | Pavel Porzhnev · Ivan Lazarev · Rússia        | Patrick Pigneter · Florian Clara · Itália   | Andrzej Laszczak · Damian Waniczek · Polónia     |
| Deutschnofen 2013      | Patrick Pigneter · Florian Clara · Itália     | Christian Schopf · Andreas Schopf · Áustria | Thomas Schopf · Andreas Schöpf · Áustria         |
| St. Sebastian 2015     | Patrick Pigneter · Florian Clara · Itália     | Rupert Brueggler · Tobias Angerer · Áustria | Pavel Porzhnev · Ivan Lazarev · Rússia           |
| 2017 Vatra Dornei      | Rupert Brueggler · Tobias Angerer · Áustria   | Patrick Pigneter · Florian Clara · Itália   | Aleksandr Martyanov · Ivan Rodin · Rússia        |

### Equipes[4]
| Evento                 | Ouro                                                                                | Prata                                                                                     | Bronze                                                                           |
| ---------------------- | ----------------------------------------------------------------------------------- | ----------------------------------------------------------------------------------------- | -------------------------------------------------------------------------------- |
| Stein an der Enns 2001 | Sonja Steinacher · Anton Blasbichler · Armin Mair · David Mair · Itália             | Marlies Wagner · Gerhard Pilz · Peter Lechner · Peter Braunegger · Áustria                | Renate Gietl · Martin Gruber · Thomas Graf · Michael Graf · Itália               |
| Latsch 2005            | Melanie Batkowski · Robert Batkowski · Reinhard Beer · Herbert Kögl · Áustria       | Yekaterina Lavrentyeva · Aleksey Lebedev · Pavel Porzhnev · Ivan Lazarev · Rússia         | Renate Gietl · Anton Blasbichler · Armin Mair · Johannes Hofer · Itália          |
| Grande Prairie 2007    | Melanie Batkowski · Gernot Schwab · Christian Schatz · Gerhard Mühlbacher · Áustria | Renate Gietl · Patrick Pigneter · Patrick Pigneter · Florian Clara · Itália               | Marlies Wagner · Gerald Kammerlander · Reinhard Beer · Herbert Kögl · Áustria    |
| Moos 2009              | Renate Gietl · Anton Blasbichler · Patrick Pigneter · Florian Clara · Itália        | Melanie Batkowski · Thomas Schopf · Christian Schopf · Andreas Schopf · Áustria           | Yekaterina Lavrentyeva · Pavel Porzhnev · Ivan Lazarev · Rússia                  |
| Umhausen 2011          | Anton Blasbichler · Renate Gietl · Patrick Pigneter · Florian Clara · Itália        | Gerald Kammerlander · Melanie Batkowski · Christian Schatz · Gerhard Mühlbacher · Áustria | Juri Talykh · Yekaterina Lavrentyeva · Pavel Porzhnev · Ivan Lazarev · Rússia    |
| Deutschnofen 2013      | Alex Gluber · Melanie Schwarz · Patrick Pigneter · Florian Clara · Itália           | Stanislav Kovshik · Yekaterina Lavrentyeva · Pavel Porzhnev · Ivan Lazarev · Rússia       | Florian Breitenberger · Evelin Lanthaler · Hannes Clara · Stefan Gruber · Itália |